# المنتج الوطني الأخضر
يهدف المنتج الوطني الأخضر إلى تخصيص التدهور البيئي المحذوف واستنفاد الموارد في حساب الناتج القومي الإجمالي. يشير المنتج الوطني الأخضر إلى ما إذا كانت الأنشطة المشاركة في عملية الإنتاج تفيد الاقتصاد أو الرفاهية أو تضر بها. يدور حول العوامل الاجتماعية والاقتصادية التي كانت نقطة تركيز للعديد من الحركات الخضراء. يختلف المنتج الوطني الأخضر عن الناتج القومي الإجمالي التقليدي لأنه يتناول كلاً من الاستدامة ورفاهية الكوكب وسكانه. وهكذا ، اكتسب جانب من المحاسبة الخضراء اهتماما كبيرا في السنوات الأخيرة في جميع أنحاء العالم.

## أسباب استعماله
يمكن قياس الدخل القومي والإنتاج في الاقتصاد بعدة طرق. يتم استخدام القياسات لتقدير إجمالي الأنشطة الاقتصادية للبلد. تشمل القياسات الشائعة إجمالي الناتج المحلي (GDP) ، والناتج القومي الإجمالي (GNP) ، وصافي الدخل القومي (NNI). تركز هذه القياسات على كمية المنتجات والخدمات التي تنتجها الدولة. الناتج القومي الإجمالي هو مجموع المنتجات والخدمات التي تنتجها الأمة أو المنطقة سنويًا من خلال عمل وممتلكات المواطنين. الناتج القومي الإجمالي هو إجمالي الناتج المحلي وأي دخل يولده الأشخاص من الاستثمار الأجنبي مطروحاً منه الدخل الذي يحصل عليه المواطنون المحليون. ومع ذلك ، واجه الناتج القومي الإجمالي انتقادات لأنه يضع في الاعتبار آثار استنفاد البيئة والموارد. تم ابتكار نهج جديد يعتبر هذه الإغفالات المعروفة باسم المنتج الوطني الأخضر.

## نشأة مفهوم المنتج الوطنى الاخضر
لقد لاحظ العلماء والاقتصاديون لفترة طويلة أن التوسع في الاقتصاد محدود حتماً بسبب تزايد معدل نضوب الموارد الطبيعية. أدت هذه الملاحظة إلى التشكيك في الناتج القومي الإجمالي كمقياس للنمو. أشار اختراع «مقياس الرفاهية الاقتصادية» (MEW) في عام 1973 من قبل وليام د. نوردهاوس وجيمس توبين إلى أن الدول التي تستنفد مخزونها ليست كذلك كما اقترح الدخل القومي. ومع ذلك ، فشلت وزارة الكهرباء والمياه أيضًا في استنفاد الموارد الطبيعية. في عام 1989 ، أنشأ جون وكليفورد كوب مؤشر الرفاه الاقتصادي المستدام (ISEW) ليحل محل الناتج القومي الإجمالي المعيب من خلال مراعاة التكاليف غير المستدامة بشكل طبيعي. في عام 1995 ، تم إنشاء مؤشر التقدم الحقيقي (GPI) بواسطة إعادة تعريف التقدم كبديل للناتج القومي الإجمالي. سمح GPI لصانعي السياسات بقياس رفاهية المواطنين اقتصاديًا واجتماعيًا. يمكن أن يقيس GPI التعديل في الاعتمادات البيئية ، وتوزيع الدخل ، والأعمال المنزلية ، وعمر المستهلك. في الولايات المتحدة ، بدأ مكتب التحليل الاقتصادي (BEA) العمل من أجل إنشاء محاسبة خضراء في عام 1992. بدأ BEA بقياس السلع الأساسية مثل الفحم وأصدر أول منشور له في عام 1994. ومع ذلك ، تم تعليق عمله في عام 1995 من قبل الكونغرس حتى أنه يمكن الحصول على مراجعة للنتائج التي توصل إليها من المراجعة الخارجية